# Psyllipsocidae
Psyllipsocidae es una familia de piojos de los libros del orden Psocodea. Existen unos 7 géneros y más de 70 especies descriptas en Psyllipsocidae.

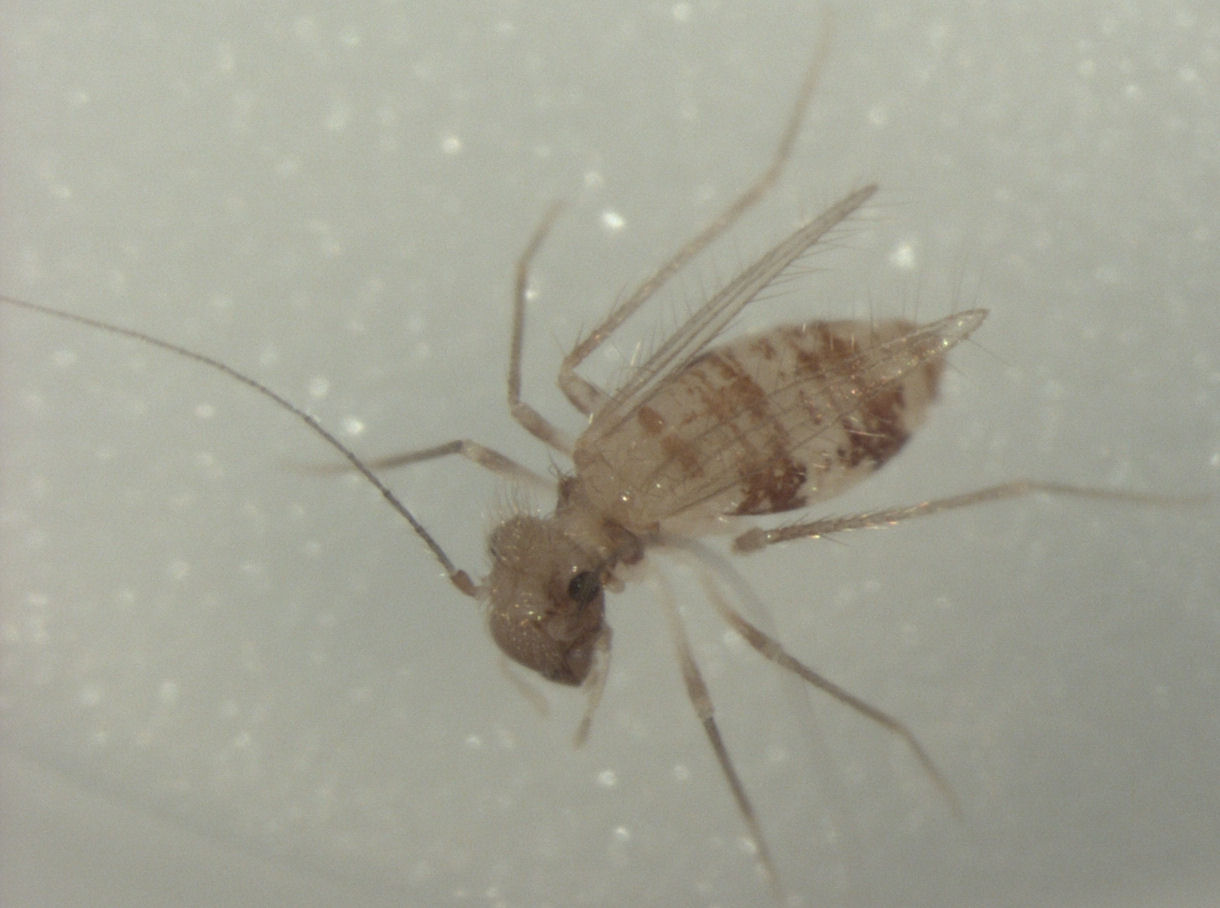
Dorypteryx longipennis

## Géneros
Estos siete géneros pertenecen a la familia Psyllipsocidae:
- Dorypteryx Aaron, 1883
- Pseudopsyllipsocus Li, 2002
- Pseudorypteryx Garcia Aldrete, 1984
- Psocathropos Ribaga, 1899
- Psyllipsocus Selys-Longchamps, 1872
- † Annulipsyllipsocus Hakim, Azar, Maksoud, Huang & Azar, 2018
- † Khatangia Vishnyakova, 1975